# Natalia ǀGoagoses
Natalia ǀGoagosesKlicklaut (auch Nathalia, * 21. Januar 1962 in Outjo, Südwestafrika) ist eine namibische Politikerin, die von 2020 bis 2025 für die SWAPO Mitglied der Nationalversammlung war.
Seit Juli 2025 ist sie Gouverneurin der Region Erongo.

## Leben
Natalia ǀGoagoses hat einen Bachelor of Education (B. Ed.) und einen Master of Education (M. Ed.). Sie war als Lehrerin, Bildungsinspektorin, Bildungsleiterin und ab 2013 als Leiterin des Regionalrats von Erongo tätig. Im Januar 2020 wurde sie zur stellvertretenden Vorsitzenden des Rat für Nationales Erbe ernannt.
Im März 2020 berief sie Präsident Hage Geingob als nicht-stimmberechtigte Abgeordnete der namibischen Nationalversammlung. Am 21. April 2021 machte sie Geingob zur Vizeministerin im Ministerium für städtische und ländliche Entwicklung, als ihr Vorgänger Derek Klazen als Minister ins Fischereiministerium wechselte.